# Tsjechische voetbalbond
De Fotbalová asociace České republiky (Nederlands: Voetbalassociatie van Tsjechië, afgekort: FAČR) is de Tsjechische voetbalbond. De FAČR organiseert de competities in Tsjechië zoals de Fortuna liga, de Fortuna národní liga en de MOL Cup. Sinds 2017 organiseert de bond samen met de Slowaakse voetbalbond de Česko-slovenský Superpohár. De FAČR is ook verantwoordelijk voor het Tsjechisch voetbalelftal.

## Geschiedenis
De geschiedenis van de FAČR gaat terug tot 1901, toen de Český svaz footballový (Nederlands: Tsjechische voetbalbond, ČSF) werd opgericht. In 1907 werd de ČSF opgenomen in de FIFA, maar werd vanwege protesten van de Oostenrijkse bond slechts als voorlopig lid. Na de Eerste Wereldoorlog werd in 1918 de nationale bond van Tsjecho-Slowakije. In 1921 veranderde de naam van de bond in Československý svaz footballový (Tsjecho-Slowaakse voetbalbond, ČSSF). De ČSSF was oprichtend lid van de Československá associace footballová (Tsjecho-Slowaakse voetbalassociatie, ČSAF), waarin naast de ČSSF ook de voetbalbonden van de minderheden (Polen, Hongaren, Duitsers, Joden) in Tsjecho-Slowakije werden opgenomen. In 1923 werd de ČSAF definitief lid van de FIFA. Tijdens de Duitse bezetting in de Tweede Wereldoorlog functioneerde de ČSF in het protectoraat. Na de bevrijding werd na enige tijd opnieuw de ČSAF opgericht. In 1957 werd de Československý fotbalový svaz (ČSFS) opgenomen in de Československého svazu tělesné výchovy a sportu (Tsjecho-Slowaakse bond van lichamelijke beweging en sport), het bestaan van de ČSFS was in deze tijd slechts formeel. Binnen de ČSFS werd de Tsjechische bond in 1989 opgericht, welke al gauw Českomoravský fotbalový svaz (Boheems-Moravische voetbalbond, ČMFS) ging heten. Met het uiteenvallen van Tsjecho-Slowakije werd de ČMFS de nationale voetbalbond in 1993 als opvolger van de ČSFS. Vanaf juni 2011 heet de bond Fotbalový asociace České Republiky. Tussen 2010 en 2015 organiseerde de bond de Superpohár FAČR.

## Voorzitters

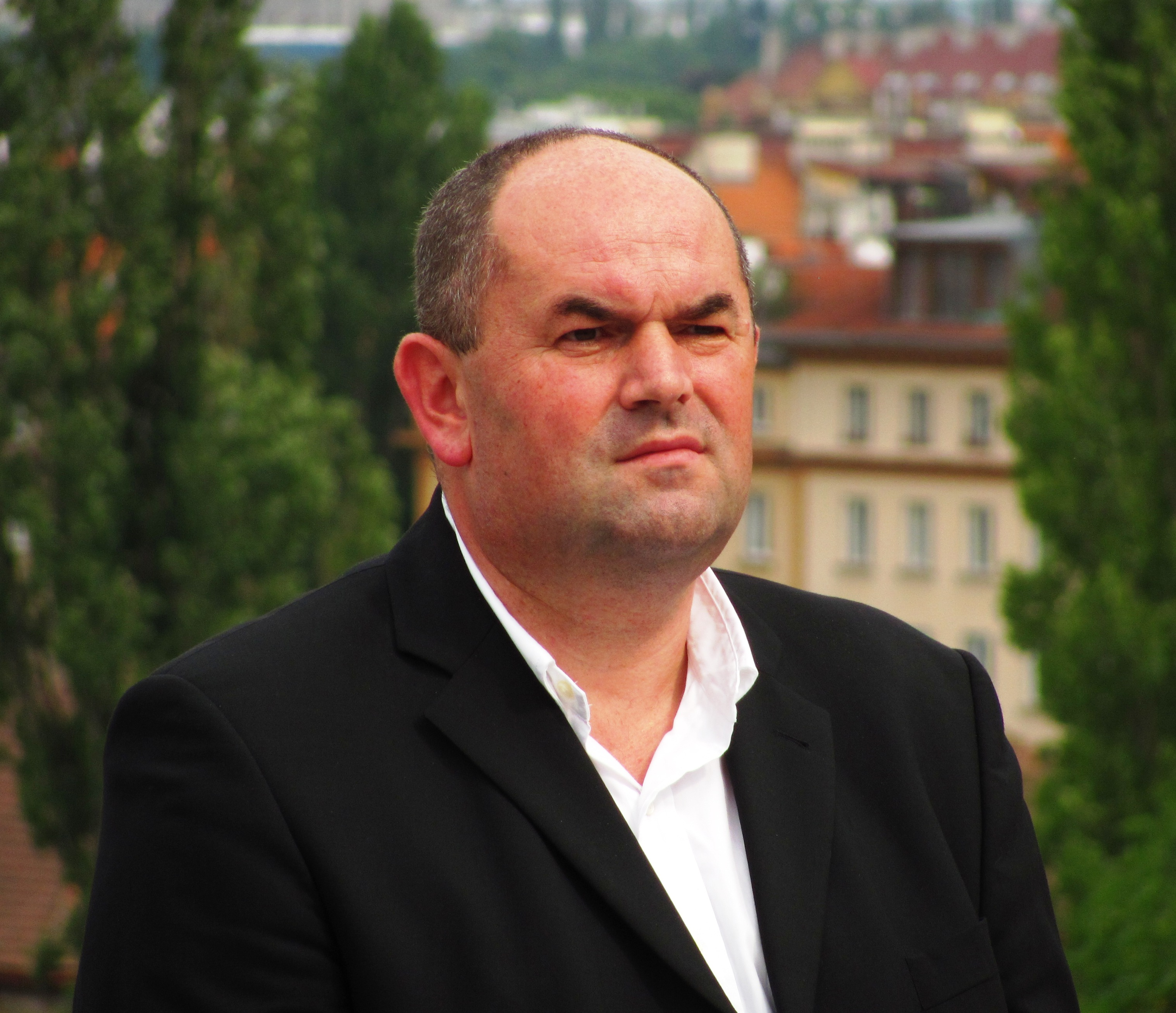
Miroslav Pelta, de huidige voorzitter van de FAČR

- 1993-2001 – František Chvalovský
- 2001-2005 – Jan Obst
- 2005-2009 – Pavel Mokrý
- 2009-2011 – Ivan Hašek
- 2011-2017 – Miroslav Pelta
- 2017-heden – Martin Malík

## Nationale ploegen
- Tsjechisch voetbalelftal (mannen)
- Tsjechisch voetbalelftal (vrouwen)
- Tsjechisch voetbalelftal onder 21 (mannen)
- Tsjechisch voetbalelftal onder 17 (vrouwen)